# のいち駅
のいち駅（のいちえき）は、高知県香南市野市町西野にある、土佐くろしお鉄道（TKT）ごめん・なはり線の駅である。香南市の代表駅。駅番号はGN37。

## 歴史
- 2002年（平成14年）7月1日：土佐くろしお鉄道ごめん・なはり線の駅として開設。

## 駅構造

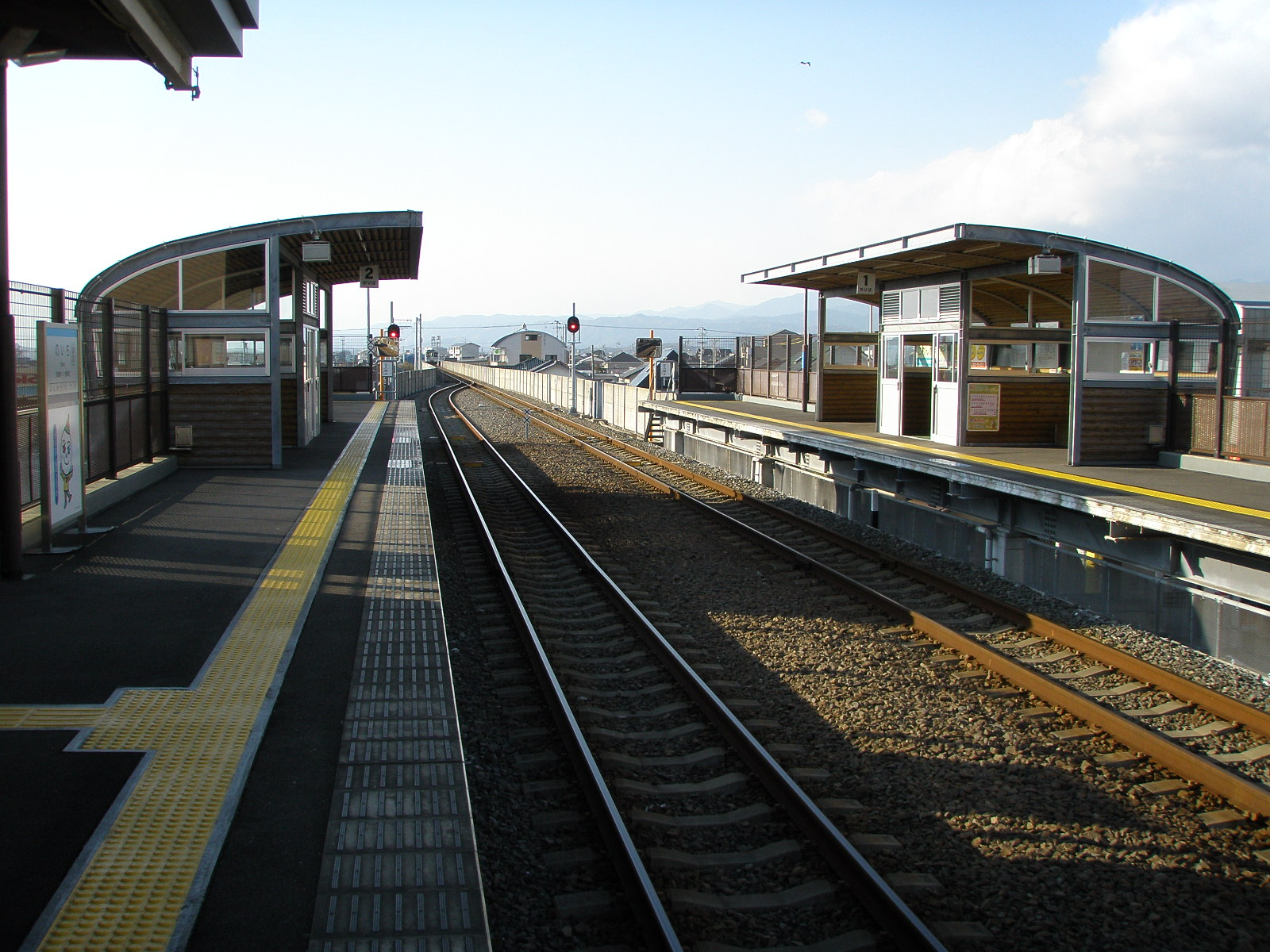
ホーム

相対式ホーム2面2線を有する列車交換可能な高架駅。1番線を上下主本線、2番線を上下副本線とした1線スルー配線となっており、設備も両方向の入線・発車が想定されているが、全定期列車が停車するため、ホームは方向別に使い分けられている。
無人駅。駅舎内の売店で定期券や回数券を販売しており、自動券売機も設置されている。そのため、業態としては簡易委託駅に近い。入口は西入口と北入口があるが、時間帯によっては北入口は閉鎖される。バリアフリー対策エレベーター設置が設置されている。
朝夕ラッシュ時を中心に、後免駅 - 当駅間では、ワンマン扱い列車にも車掌が乗込む場合が多い。

### のりば
| のりば | 路線              | 方向 | 行先                       |
| ------ | ----------------- | ---- | -------------------------- |
| 1      | ■ごめん・なはり線 | 上り | あかおか・安芸・奈半利方面 |
| 2      | ■ごめん・なはり線 | 下り | 後免・高知方面             |

※上記路線名は旅客案内上の名称（愛称）で表記している。

## 駅周辺
駅開設に伴い、駅西側を南北に走る道路が整備され、その道沿いに様々な店舗出店が相次いだ。ショッピングセンターが隣接している他、周辺にはレストランやコンビニエンスストア等がある。

### 北側
- 香南市役所（旧・野市町役場）
- 香南市立野市小学校
- 香南市立野市幼稚園
- 香南市立野市図書館
- のいちふれあいセンター
- 野市郵便局
- 四国自動車博物館

### 南側
- 国道55号（南国バイパス）
- 南国警察署のいち駐在所

## バス路線

### のいち駅
| 系統             | 主要経由地                           | 行先           | 運行会社       | 備考               |
| ---------------- | ------------------------------------ | -------------- | -------------- | ------------------ |
| のいち北部循環線 | 香南市役所前、西佐古公民館東         | のいち駅       | 香南市営バス   |                    |
| みどり野循環線   | 山下、みどり野東、野地東             | のいち駅       | 香南市営バス   |                    |
| 岸本線           | 兎田、香我美支所前                   | 香我美駅       | 香南市営バス   |                    |
| 野市香我美線     | みどり野東                           | 香我美支所前   | 香南市営バス   |                    |
| 東川線           | 野地東、塚田団地、香我美支所前、別役 | 奈良峠         | 香南市営バス   |                    |
| 堀ノ内循環線     | 野地東、塚田団地、香我美支所前       | 堀ノ内         | 香南市営バス   |                    |
| 西川線           | 野地東、香我美支所前                 | 高畔           | 香南市営バス   |                    |
| 土居赤岡循環線   | 野地東                               | 保健センター南 | 香南市営バス   |                    |
| 吉川下井線       | 吉川支所前、岸本小学校前             | 夜須駅         | 香南市営バス   | 火木運休           |
| 吉川横井線       | 横井、岸本小学校前                   | 夜須駅         | 香南市営バス   | 火木運行           |
| のいち西部循環線 | 下高田、上高田                       | のいち駅       | 香南市営バス   |                    |
| のいち動物公園線 | 龍馬歴史館、のいち動物公園           | のいち駅       | 香南市営バス   | 土日祝運行         |
|                  |                                      | 高知龍馬空港   | のいちタクシー | 予約制乗合タクシー |

### 野市龍河洞通
| 系統 | 主要経由地                       | 行先     | 運行会社     | 備考 |
| ---- | -------------------------------- | -------- | ------------ | ---- |
| L1   | 夜須駅、安芸営業所               | 安芸駅   | 高知東部交通 |      |
| T1   | 後免町、南国バイパス、はりまや橋 | 桟橋車庫 | 高知東部交通 |      |
| C1   | 後免町、南国バイパス、はりまや橋 | 県庁前   | 高知東部交通 |      |

### 野市
駅南側約100m。
| 系統       | 主要経由地 | 行先 | 運行会社              | 備考       |
| ---------- | ---------- | ---- | --------------------- | ---------- |
| よさこい号 |            | 大阪 | とさでん交通 阪急バス | 昼行・夜行 |

## その他
- 当駅よしかわ駅方面で高架区間が国道55号の築堤を地平区間としてアンダークロスしている箇所がある。この築堤は国道55号が土佐電気鉄道安芸線を立体交差で乗越すために造られたもので、ここは元々は国道の築堤を高々架で乗越す計画で、工事凍結時点で一部高々架の高い構造物が出来上がっていて、これを土佐の「バベルの塔」と呼ばれていた。工事再開の際、高々架構造では建設費が高くつき、また高知東部自動車道が横断する計画があることから再利用すること無く解体され、国道との立体交差を流用する形で国道の下を潜るよう改められ、周辺に踏切が設置された[2][3][4]。

- 計画当初の仮称は漢字で「野市駅」であった[5]。
- 土佐電気鉄道安芸線時代は、野市駅 - 日章駅（現・立田駅[5]）間に「西野市駅」があった。

## イメージキャラクター

のいちんどんまん

名称は「のいちんどんまん」。野市町で行われる「ちんどんコンクール」にちなんだキャラクターで、ピエロのような服装をしている。
なお、このキャラクターのモニュメントは北入口付近に設置されている。

## 隣の駅
土佐くろしお鉄道
■ごめん・なはり線
■快速
後免町駅 (GN39) - のいち駅 (GN37) - あかおか駅 (GN35)
■普通
立田駅 (GN38) - のいち駅 (GN37) - よしかわ駅 (GN36)